# Röda syltbär
Röda syltbär är en rödfärgad krusbärssort vars ursprung är omtvistad, Sverige eller England hävdas. Passar till att ätas direkt som för att användas i köket för att t.ex. göras till sylt. Detta krusbär är relativt litet.